# Campionato azero di calcio a 5 2009-2010
Il Campionato azero di calcio a 5 2009-2010 è stata la sedicesima edizione del massimo campionato di calcio a 5 dell'Azerbaigian, giocato nella stagione 2009/2010 con la formula del girone unico, e che ha visto la vittoria finale del Araz Naxçivan, al suo sesto titolo di Azerbaigian.

## Classifica finale
| Pos | Squadra             | Pti | G  | V  | N | P  | GF  | GS  | Dif  | Qualificazione          |
| --- | ------------------- | --- | -- | -- | - | -- | --- | --- | ---- | ----------------------- |
| 1   | Araz Naxçivan       | 58  | 21 | 19 | 1 | 1  | 152 | 36  | +116 | 2010-11 UEFA Futsal Cup |
| 2   | Neftchi Baku PFC    | 46  | 21 | 15 | 1 | 5  | 134 | 50  | +84  |                         |
| 3   | Ekol Baku           | 45  | 21 | 15 | 0 | 6  | 176 | 54  | +122 |                         |
| 4   | Azmetko Ramana Baku | 31  | 21 | 10 | 1 | 10 | 131 | 93  | +38  |                         |
| 5   | Qarabag V. Agdam    | 15  | 21 | 5  | 0 | 16 | 88  | 156 | -68  |                         |
| 6   | Sumqayit            | 7   | 21 | 2  | 1 | 18 | 63  | 162 | -99  |                         |
| 7   | Absheron Saray      | 3   | 12 | 1  | 0 | 11 | 28  | 221 | -193 |                         |